# Stizocera seminigra
Stizocera seminigra là một loài bọ cánh cứng trong họ Cerambycidae.